# Barent Adriaensz

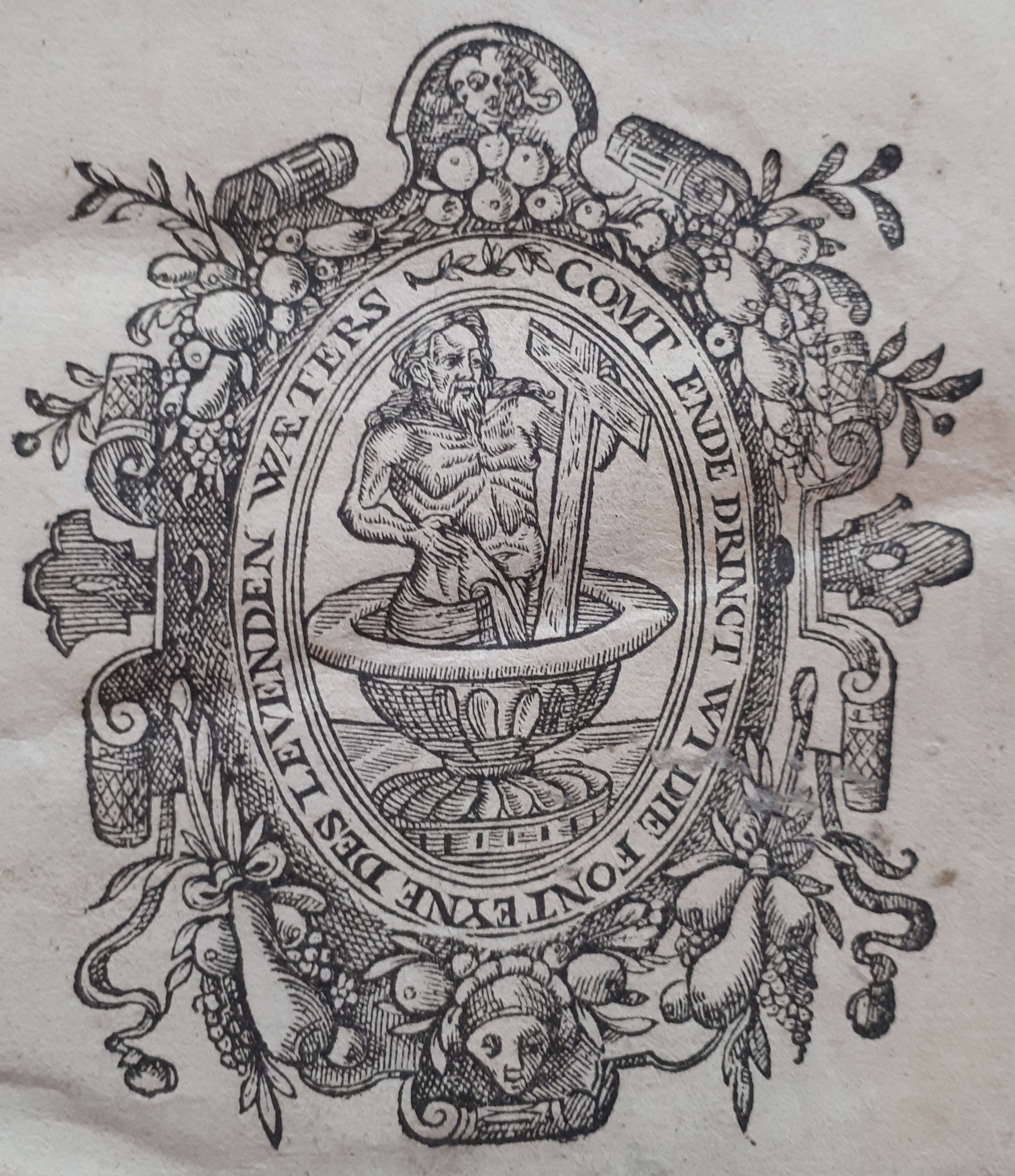
Drukkersmerk van Barent Adriaensz. Bijzondere Collecties van de Universiteit van Amsterdam, OG 72-10.

Barent Adriaensz (Amsterdam, 1558 - 1619) was een boekbinder, en vanaf 1587 ook boekdrukker. Hij was een zoon van boekhandelaar Adriaen Barentsz. Hij trouwde in 1584 met Aechjen Hendricksdochter. 

## Werk
Zijn oudste drukken zijn (volgens Burger) enkele prognosticaties van Rodolphus Grapheus te Deventer, door zijn vader uitgegeven voor de jaren 1588 en 1589. Hij drukte ook voor Caspar Coolhaes, voor Nicolaus Petri en Adriaen Veen. Hij gaf echter ook belangrijke uitgaven uit met zijn eigen adres, in 1588 de predicatiën van Taulerus en in 1591 de Rijmkroniek van Melis Stoke. De naam van de schrijver van de Rijmkroniek was toen nog niet bekend en wordt dan ook niet vermeld in deze eerste uitgave, die door Spieghel bezorgd en op diens verzoek door Douza van een historische inleiding voorzien is. Het boek is echter door de drukker zelf als ingeboren poorter aan de regering van Amsterdam opgedragen. Een latere overlevering wil weten, dat de oplage in de drukkerij verbrand is en dat het boek daardoor snel zeer zeldzaam geworden is; een gelijktijdig bericht over deze brand is echter niet gevonden, en het boek is in vergelijking met andere Nederlandse uitgaven van die jaren juist niet zeldzaam. Kleinere, maar belangrijke uitgaven van hem zijn nog: Tafelen van intrest door Simon Stevin (1590) en Proportionale ghesolveerde Tafflen van intrest vande Kusting-brieven .... van Marten Wentsel van Aken. Verder gaf hij 't eerst uit het Boek van de zeerechten (1594), dat later nog tal van drukken beleefde, en de Handtvesten van Amsterdam met een Register van alle regeeringspersonen (1597), waaraan zich nog een reeks afzonderlijk gedrukte ordonnanties aansloten. De Handtvesten heeft hij niet zelf gedrukt, maar te Utrecht laten drukken. Er zijn bovendien aanwijzingen, die het waarschijnlijk maken, dat de veel gelezen, maar door de rechtzinnige Calvinisten voor ketters verklaarde boeken door hem zonder adres of met een onjuist adres en jaartal verspreid zijn; zeker is dit van den Taulerus, waarvan behalve de genoemde uitgaaf van 1588 een volkomen overeenkomstige druk bestaat met de aanduiding ‘Franckfort, bij Peter van Dueren 1565’. Adriaensz is de katholieke kerk trouw gebleven. Zijn kinderen voeren de familienaam van Hartoghvelt.
In 1602 zette zijn zoon Hendrick zijn werkzaamheden als drukker en uitgever voort. Vader en zoon werkten verscheidene jaren gelijktijdig in hetzelfde huis ‘in de Warmoesstraat int gulden Schrijfboeck’, ze gebruikten ook het zelfde drukkersmerk: een koopmansboek met balans, met de spreuk: ‘Gelijckheyt bevredicht’. Toen de zoon trouwde in 1612, schijnt Barent zich uit de zaken teruggetrokken te hebben. In 1613 werden zijn boeken verkocht voor 3945 gulden. In 1615 assisteerde hij zijn zoon nog bij diens tweede huwelijk, en in 1619 lag hij, zoals bekend uit een notariële akte, zeer ziek op bed. Wellicht is hij spoedig daarna overleden.